# Abbazia di Memleben
L'abbazia di Memleben (in tedesco Kloster Memleben) era un monastero imperiale benedettino situato a Memleben sul fiume Unstrut, oggi parte del comune Kaiserpfalz nella Sassonia-Anhalt, in Germania. Il convento, ora in rovina, fu fondato dall'imperatore Ottone II e dalla sua consorte Teofano intorno al 979.

## Storia

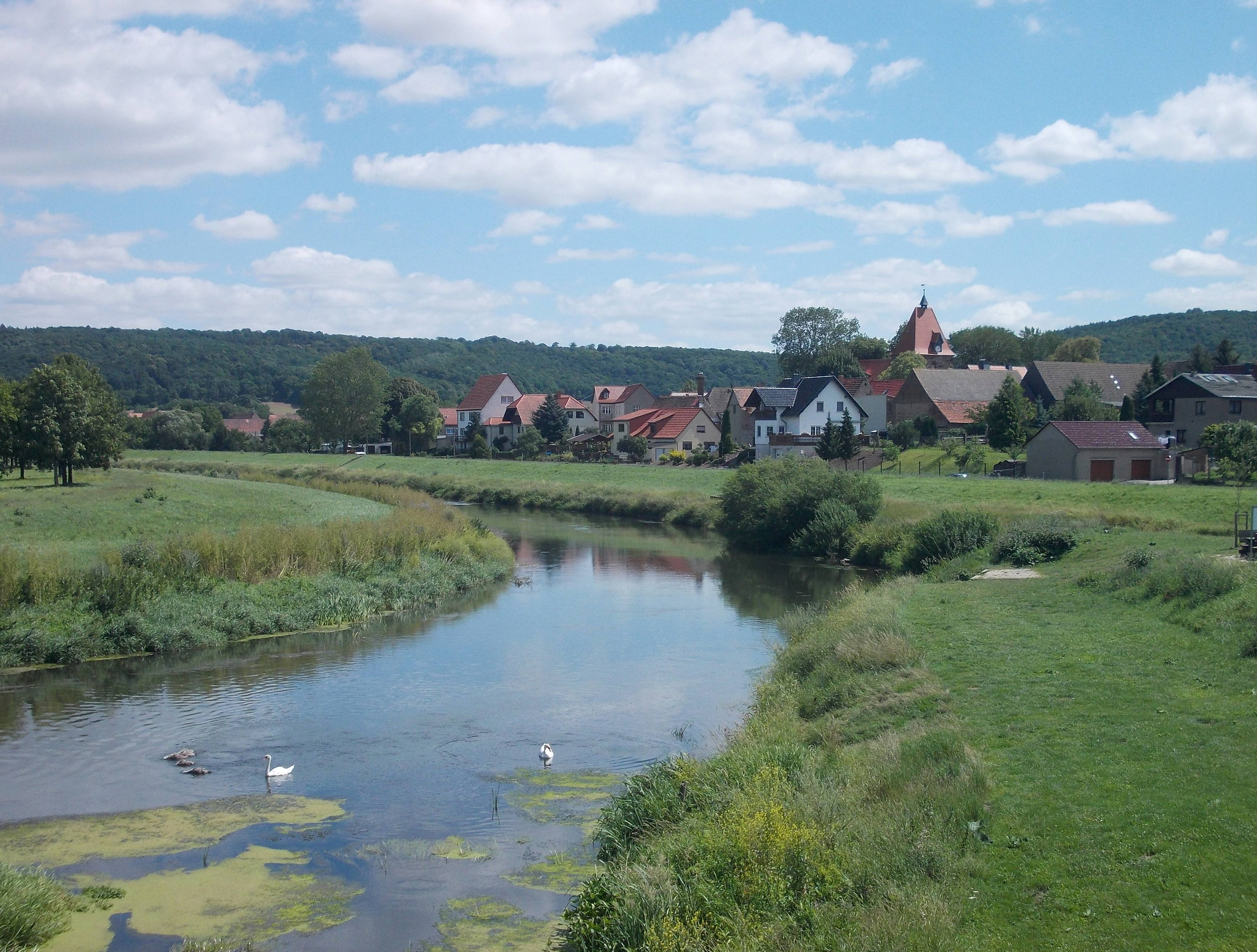
Il fiume Unstrut

L'insediamento di Mimilebo era già stato menzionato in un polittico dell'abbazia di Hersfeld e faceva parte del dominio dell'arcivescovo Lullo di Magonza († 786). Un registro delle decime di Hersfeld, compilato tra il 881 e il 899, documenta ancora una volta la località di Mimileba nella contea sassone (Gau) di Friesenfeld, a ovest dell'Hassegau.

### Palazzo reale
Memleben acquisì una notevole importanza sotto i duchi sassoni della dinastia ottoniana attorno al 900. Il duca Ottone I l'Illustre († 912) fu abate di Hersfeld e suo figlio Enrico l'Uccellatore sposò Hatheburga di Merseburgo, una figlia del conte Ervino di Merseburgo ed erede di grandi proprietà di Hassegau e Friesenfeld. Suo cognato, il conte Tietmaro di Merseburgo era uno dei tutori di Enrico. Nel 909 la coppia si separò e Hatheburga prese di nuovo il velo, Enrico mantenne le sue terre ostfaliane. Trascorse molto tempo in quest'area; quando successe a Corrado I come re dei Franchi Orientali nel 919, ebbe una villa reale a Memleben. Successivamente la ampliò, rendendola un Palazzo Reale (villa regia o Königspfalz) divenne la sua residenza prediletta vicino a Quedlinburg.
Nel 935, mentre cacciava vicino al palazzo reale di Bodfeld sulle montagne dell'Harz, il re Enrico si ammalò gravemente (presumibilmente per un ictus). Secondo gli scritti del vescovo Liutprando di Cremona, riunì i principi dei Franchi Orientali a Erfurt l'anno successivo, per organizzare la successione di suo figlio Ottone I, e successivamente si ritirò nel castellum di Memleben, dove morì dopo un altro ictus il 2 luglio 936. La sua salma fu trasferita nella chiesa abbaziale di Quedlinburg.
Ottone I, come suo padre, risiedeva spesso a Memleben e da qui emise numerosi documenti. Tuttavia non sono documentate cerimonie o diete nei possedimenti di Memleben e parte di queste furono concesse alla diocesi di Zeitz di recente costituzione. Incoronato imperatore del Sacro Romano Impero nel 962, Ottone forse progettò di celebrare la festa di Pentecoste a Memleben nel 973. Secondo le cronache sassone di Vitichindo di Corvey e Tietmaro di Merseburgo, il sessantenne Ottone morì qui il 7 maggio 973, nello stesso luogo in cui morì il padre, e fu sepolto nella cattedrale di Magdeburgo insieme alla sua prima moglie Eadgyth. La leggenda narra che, sebbene il suo corpo fu sepolto a Magdeburgo, il suo cuore fu sepolto a Memleben. Secondo Tietmaro, la notte dell'8 le viscere furono sepolte nella chiesa di Santa Maria.

### Abbazia imperiale

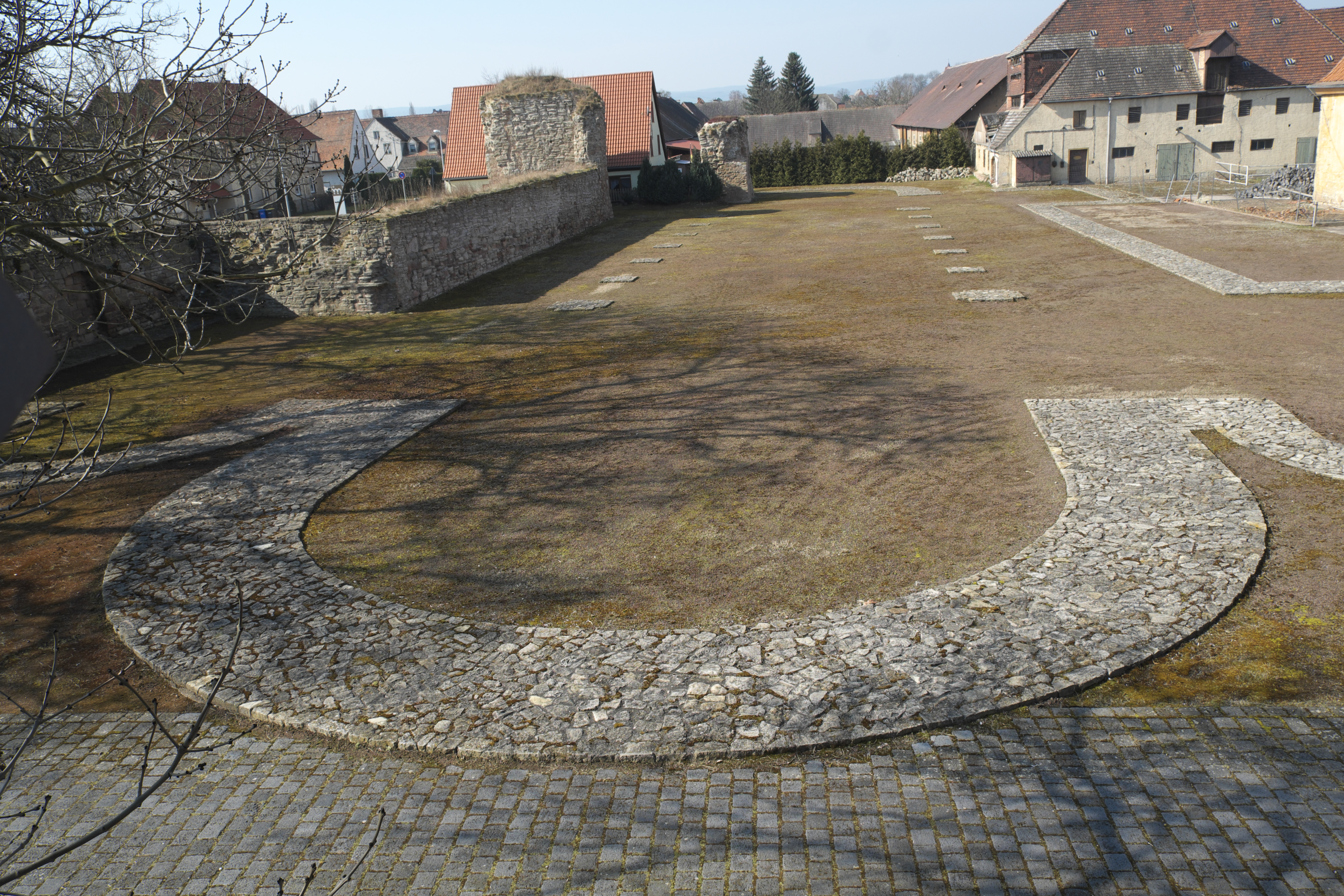
Fondamenti della chiesa abbaziale di Memleben

Anche il figlio e successore di Ottone, Ottone II, emise diversi documenti da Memleben. In memoria di suo padre, e forse come luogo previsto per il memoriale dinastico, Ottone II, con la sua consorte Teofano, fondò, verso il 979, un monastero benedettino vicino al suo Kaiserpfalz, che in breve tempo divenne uno dei più ricchi e più influenti delle abbazie imperiali.
Ottone II dotò Memleben di ampie terre e privilegi nell'attuale Turingia, Sassonia-Anhalt e Assia, molti dei quali precedentemente detenute dall'abbazia di Hersfeld; diede anche decime privilegi nelle contee di Friesenfeld e Hassegau. L'abbazia ricevette anche terre degli Evelli nella marca del Nord (nell'attuale Brandeburgo), che tuttavia furono perse nella rivolta slava del 983, e altri territori nella marca orientale sassone. Dopo la morte prematura di Ottone II, suo figlio, Ottone III, soggiornò diverse volte nell'abbazia. Concesse all'abbazia nel 994 i diritti per poter tenere un mercato, per emettere moneta e imporre dazi nel territorio di Memleben e quattro anni dopo donò le terre di Wiehe della Turingia all'abbazia. Ottone III voleva rendere l'abbazia il centro di una sede proiettata sulla Turingia, ma morì a 22 anni in Italia prima che fosse in grado dare fondo a questa volontà.
Nel 1015 finì il periodo d'oro dell'abbazia di Memleben. Con la sua ascesa nel 1002, Enrico II, successore di Ottone III, inizialmente confermò all'abate Reinhold di Memleben i privilegi e i possedimenti dei suoi predecessori, così come con le abbazie imperiali di Fulda, Corvey e Reichenau. Tuttavia tredici anni dopo depotenziò e espropriò beni e privilegi alla comunità di Memleben in favore dell'abbazia di Hersfeld, alla quale la subordinò, in cambio di proprietà per la nuova diocesi da lui fondata recentemente, il vescovato di Bamberga. Il declino dell'abbazia di Memleben e della memoria ottoniana ivi presente fu quindi definitivo.
L'imperatore della dinastia salica Corrado II fu l'ultimo monarca tedesco documentato che soggiornò a Memleben nel 1033. Il convento di Memleben esistette fino a quando nel 1525 l'abbazia fu saccheggiata durante la guerra dei contadini tedeschi e, dopo un costante peggioramento in seguito alla riforma protestante, fu definitivamente sciolta nel 1548. Le terre dell'abbazia furono acquisite dagli elettori di Sassonia nel 1551 e donate alla scuola di Pforta, che era appena stata ricostruita, e che ne mantenne il possesso fino alla fine della seconda guerra mondiale.

## Memleben oggi

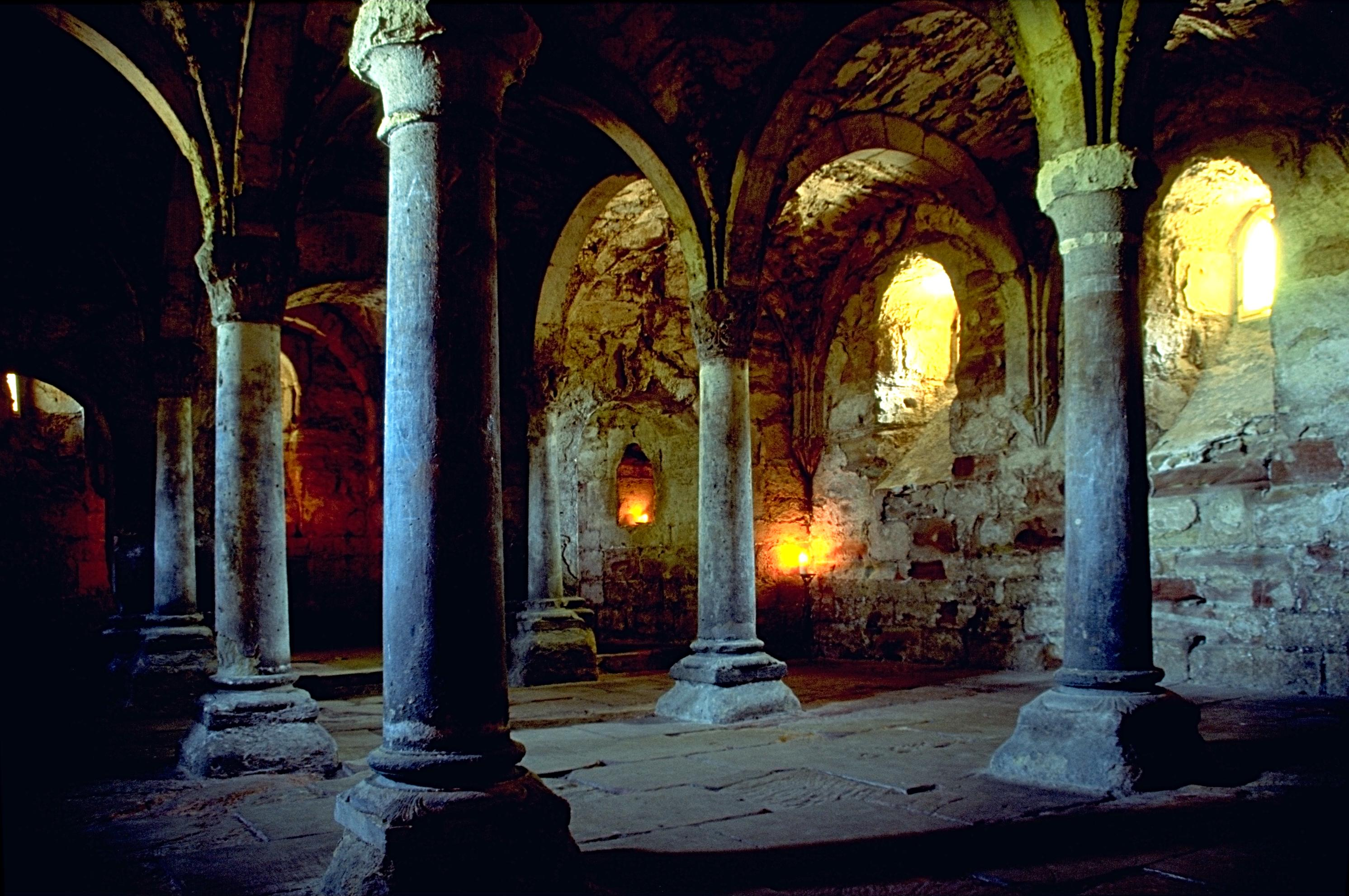
Cripta di Memleben

Quando il tetto dell'ex chiesa abbaziale fu colpito da un fulmine e distrutto nel 1722, vi furono diversi tentativi di demolire il resto dell'edificio. Tuttavia le rimanenti rovine sono ancora di notevole interesse, in particolare la cripta tardo romanica. Del primo monumentale edificio ecclesiastico eretto nel X secolo, sono conservate alcune mura e fondamenta, in particolare il transetto sud-occidentale e le colonne a crociera, nonché il lato meridionale della navata.
Gli ex edifici monastici furono ceduti dopo la seconda guerra mondiale, durante il periodo della Germania dell'Est, a un collettivo agricolo, che ne apportò notevoli modifiche. Oggi ospitano un museo con una mostra permanente relativa alla storia reale e monastica dell'abbazia e della storia della città; è presente anche il vasto giardino del monastero e uno scriptorium medievale. Memleben è una fermata sulla pittoresca strada romanica. Dal 2011 i locali sono temporaneamente frequentati dai monaci benedettini dell'abbazia di Münsterschwarzach.